# レジス・フランソワ・ジヌー
レジス・フランソワ・ジヌー（Régis François Gignoux、 1814年6月16日 – 1882年8月6日）は、フランス生まれの画家である。1840年から1870年までアメリカ合衆国で活動した。

## 略歴
リヨンで生まれた。パリ国立高等美術学校でポール・ドラローシュに学び、風景画を描くようになった 。1840年にアメリカ合衆国に移り、ニューヨークのブルックリンにスタジオを開いた。ニューヨークのナショナル・アカデミー・オブ・デザインの会員になり、ブルックリン・アート・アカデミーの初代校長になった。ジヌーが教えた学生にはジョージ・イネスやジョン・ラファージ、チャールズ・ドーマン・ロビンソン(Charles Dorman Robinson)らがいる 。
多くの「ハドソン・リバー派」の画家たちもスタジオを設けた集合アトリエのTenth Street Studio Buildingにスタジオを開いた最初の画家の一人となった。この建物にスタジオを開いた画家にはアルバート・ビアスタットやフレデリック・エドウィン・チャーチ、ジャスパー・フランシス・クロプシー、ジョン・フレデリック・ケンセットらがいた。
アメリカ北東部の風景を描いた作品で知られている。ハドソン・リバー派の画家としてはめずらしい冬の街の風景を描いた作品もある。30年間、アメリカで活動した後、1870年にフランスに帰国し、1882年にパリで亡くなった。

## 作品

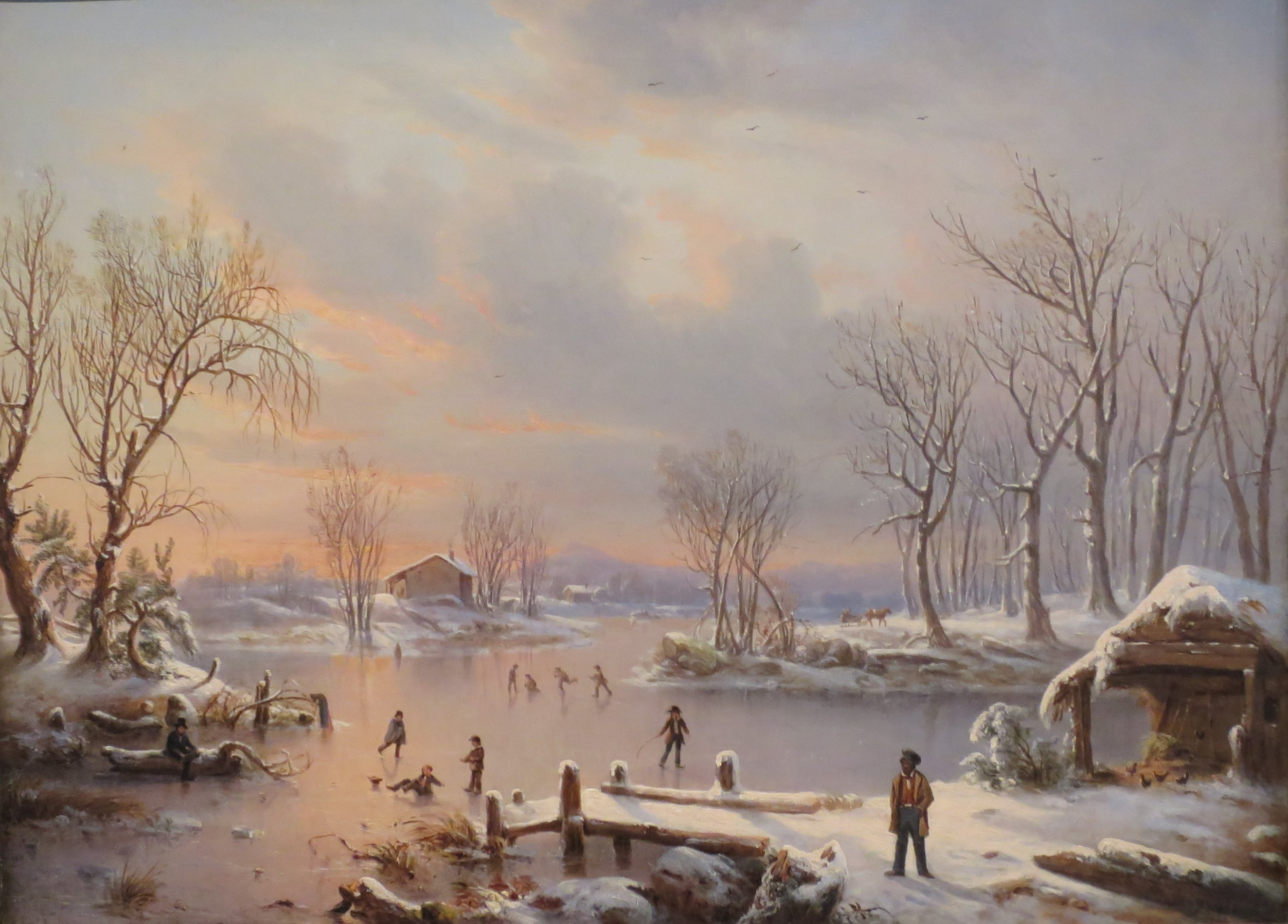
ニュージャージーの村の冬景色(1846) ホノルル美術館
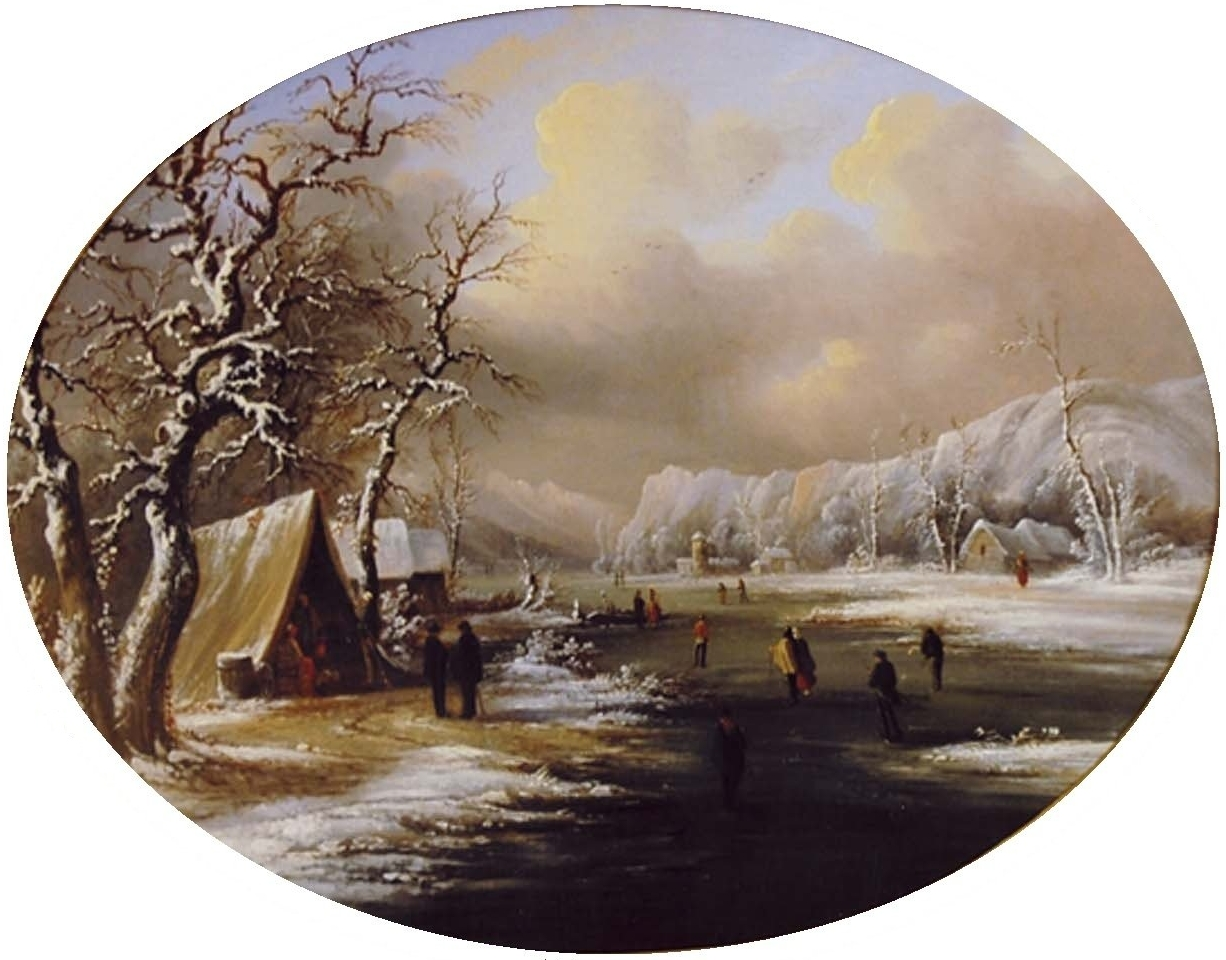
ニュージャージーのスケート遊び (c.1847) Smithsonian American Art Museum
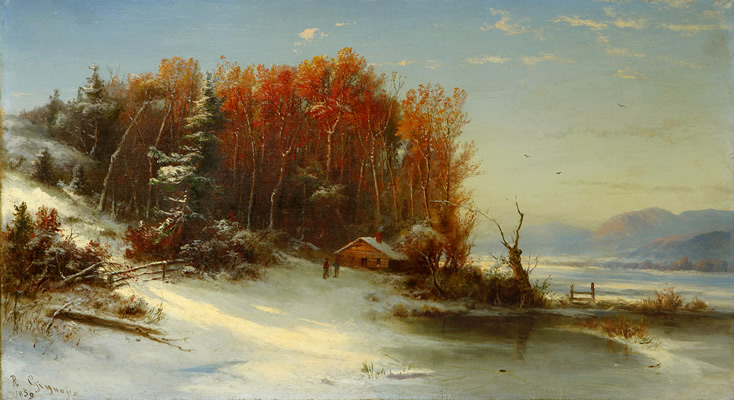
ハドソン河畔の初雪 (1859 個人蔵
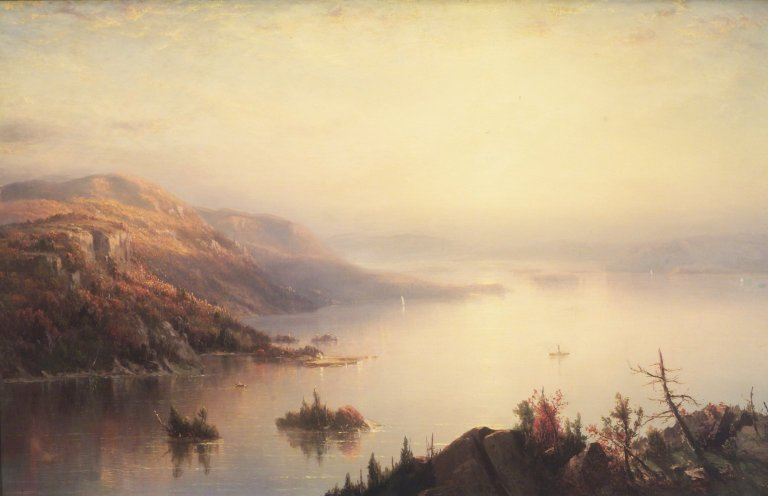
ジョージ湖(c.1868) ブルックリン美術館
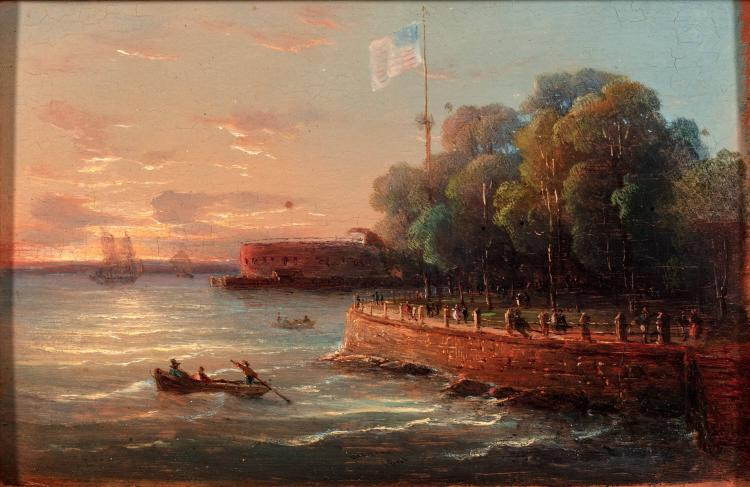
Castle Garden and Battery
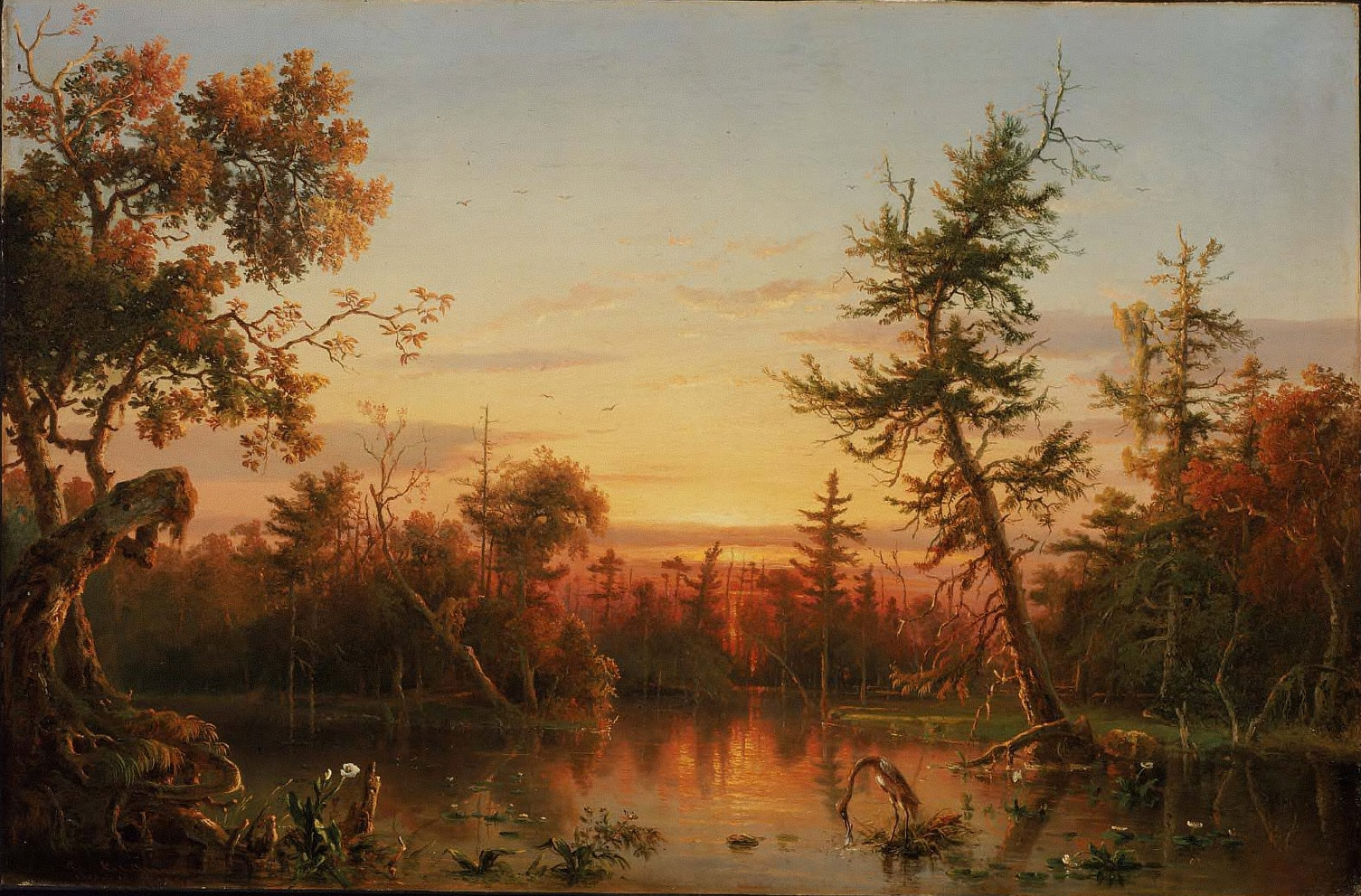
View, Dismal Swamp, North Carolina